# Julbernardia paniculata
Julbernardia paniculata es un árbol tropical de mediano a grande, que está muy extendido en las zonas más cálidas del sur de África tropical, prefiriendo moderadamente altas altitudes, por lo general de 1.000 a 1.200 metros. Es muy común en todo su hábitat y es el árbol dominante en los bosques de miombo en gran parte del centro de Zambia y el norte de Malawi.

## Distribución
Está restringido en su área de distribución por la disponibilidad de las condiciones húmedas en el período de crecimiento de noviembre a marzo. El resto de las precipitaciones del año es menos importante aunque debería ser mucho más seco, ya que requiere por lo menos un breve periodo de descanso seco por lo que sus límites septentrionales son determinados por un contraste suficiente entre estas dos estaciones. No se le encuentra al sur del río Zambeze, ya que no puede soportar ningún escarcha o meses con temperaturas medias de 15 °C o menos. Como resultado, crece en una banda en todo el continente de norte y noreste de Angola a través de Katanga en la República Democrática del Congo y en el norte de las dos terceras partes de Zambia hacia la meseta interior del norte de Mozambique y tan al norte como el centro de Tanzania.

## Apariencia
A diferencia de sus parientes cercanos Brachystegia spiciformis y Julbernardia globiflora no queda al descubierto durante la estación seca y sólo pierde sus hojas en el período previo en la primavera al salir las hojas nuevas, entre mediados de agosto y principios de septiembre. Como resultado, hace mucho menos espectáculo de color que los otros árboles del bosque miombo. Las nuevas hojas son, sin embargo, de un color rojo muy atractivo.
El árbol en sí crece una forma bien proporcionada y los especímenes finos son comunes, por lo general alcanzan alturas de 20 a 23 metros en localidades favorecidas como bosques de meseta. El árbol es reconocible por su corteza de color gris, que se descascara en trozos dejando una superficie expuesta rugosa y una corteza interna-marrón oxidado. Las hojas contienen dos alas. Las flores son insignificantes a sí mismos, al igual que con otras especies de Julbernardia, pero son apercibidas en forma de aterciopelados de color oscuro entre el follaje. Las vainas dehiscentes aparecen en septiembre y se agrietan para dispersar las semillas cuando están maduras.

## Usos
La corteza se utiliza para extraer tanino para curtir pieles, mientras que las hojas son muy apreciadas para la alimentación de ganado debido a su alto contenido nutricional. Son también la fuente de manjar local favorito de algunos tipos de gruesas orugas que se alimentan de las hojas y que se recogen y se tuestan como merienda.
Tal vez el mayor valor adjunto al árbol es su uso como una fuente de néctar. Las pequeñas flores pueden aparecer en el árbol a partir de finales de marzo (el final de la temporada de crecimiento) hasta junio o incluso más tarde y contienen cantidades copiosas de néctar en un momento en que pocos otros árboles están en flor porque los apicultores confían en ella para mantener su producción a lo largo año.

## Taxonomía
Julbernardia paniculata fue descrita por (Benth.) Troupin y publicado en Bulletin du Jardin Botanique de l'État à Bruxelles 20: 316. 1950.
Sinonimia
- Pseudoberlinia paniculata (Benth.) P.A.Duvign.
- Isoberlinia paniculata (Benth.) Greenway[4]